# Stisseria caudata
Stisseria caudata là một loài thực vật có hoa trong họ La bố ma. Loài này được (Thunb.) Kuntze miêu tả khoa học đầu tiên năm 1891.